# Plataforma (novela)
Plataforma es la tercera novela del escritor francés Michel Houellebecq publicada originalmente en 2001 en Éditions Flammarion. Narra la historia de la intensa relación entre un funcionario estatal cuarentón y una mujer joven que trabaja en el sector turístico internacional, y cuyo desarrollo se entrelaza con una serie de reflexiones sobre el turismo sexual y la prostitución en Tailandia así como sobre las relaciones entre la civilización occidental y el tercer mundo. Esta novela forma parte de la serie «En medio del mundo» de la que la primera entrega fue el relato Lanzarote publicado en 2000.

## Presentación

### Argumento
Tras la muerte violenta de su padre, Michel, de cuarenta años, hereda una discreta suma de dinero, lo suficiente como para tomarse una pausa de reflexión en su trabajo como funcionario ministerial de nivel medio. No tiene grandes hobbies ni intereses, ya que ninguna actividad termina de comprometerle con nada, salvo el sexo, último elemento vital que le recuerda su pertenencia al género humano. De este modo, decide formar parte de un viaje organizado a Tailandia cuya finalidad principal es vivir aventuras con prostitutas locales. Intentarlo con una compañera de viaje es una empresa muy exigente y casi seguro destinada al fracaso, dada su baja propensión a socializar. Ni siquiera una chica hermosa como Valérie, la única con la que podría valer la pena intentarlo y que parece extrañamente interesada en su compañía, logra empujarlo a algo más que un encuentro torpe y totalmente inconcluso. Por eso, cuando al final del viaje Michel propone volver a encontrarse, obteniendo el número de teléfono, el gesto parece solo una obligación ritual de la que no se espera nada.
Pero se acuerda una cita el día de llegada e instantáneamente comienza una relación basada en una increíble comprensión sexual, que une a dos seres humanos que parecen hechos para complementarse entre sí. Si Michel parece desprovisto de cualquier ambición y es, por naturaleza, ajeno a los estímulos competitivos, Valérie está firmemente comprometida con su trabajo en el sector turístico, del que obtiene satisfacciones tanto económicas como personales. Un compromiso destinado a aumentar, dado que su director, Jean-Yves, acaba de recibir una oferta muy tentadora de relanzamiento de una cadena de aldeas turísticas repartidas en varios países. Sin embargo, la búsqueda de una fórmula ganadora para un mercado ya saturado resulta difícil hasta que, durante una estancia en Cuba en una de las aldeas del grupo, Michel encuentra el valor para proponer la idea potencialmente ganadora: apostar directamente por el turismo sexual, eliminando la mayoría de los servicios tradicionales de turismo de masas, cada vez menos atractivos. El potencial de tal propuesta no escapa a Jean-Yves, pero las dificultades para que la fórmula sea aceptada por países como Francia en los que la prostitución no está socialmente bien vista lo lleva a moverse con mucha precaución, centrándose en cambio en Alemania. Resulta ser una buena opción, con resultados que van más allá de las expectativas más optimistas. Sin embargo, los signos cada vez más inquietantes de la propagación de formas de intolerancia religiosa que amenazan cualquier tipo de elección diferente de la impuesta por la violencia comienzan a arrojar sombras sobre la empresa. Y justo durante la estancia en uno de los resorts del grupo, cuando la relación entre Michel y Valérie parece dirigirse hacia un futuro de mayor estabilidad, la amenaza se materializa en forma de  ataque terrorista islámico.

### Índice
- Primera parte. Trópico tailandés (Capítulos 1-12)
- Segunda parte. Ventaja competitiva (Capítulos 1-15)
- Tercera parte. Pattaya Beach (1-5 capítulos)

- Datos: Q1425106